# 永泰駅
永泰駅（えいたいえき）は、中華人民共和国広東省広州市白雲区華南高速道路と同泰路の間に位置する広州地下鉄3号線の駅。この駅は計画時に永泰東駅と仮称された。

## 利用可能な鉄道路線
広州地下鉄
■3号線

## 駅構造
| 地下1階 | コンコース                 | 改札口、自動券売機、サービスセンター、駅商店、フライト情報板、駅警備室、セキュリティ |  |
| 地下2階 | 1番線                      | 3号線 同和へ（海傍方面）                                                             |  |
|         | 島式ホーム、左側の扉が開く |                                                                                      |  |
|         | 2番線                      | 3号線 白雲大道北へ（機場北方面）                                                     |  |

## 駅周辺
- 永泰村
- 頤和山荘
- 白雲堡豪苑

## 歴史
- 2010年10月30日 - 開業。

## 隣の駅
広州地下鉄
■3号線
白雲大道北駅 324 - 永泰駅 323 - 同和駅 322